# Cercopithecus mitis
Cercopithecus mitis là một loài động vật có vú trong họ Cercopithecidae, bộ Linh trưởng. Loài này được Wolf mô tả năm 1822.

## Hình ảnh

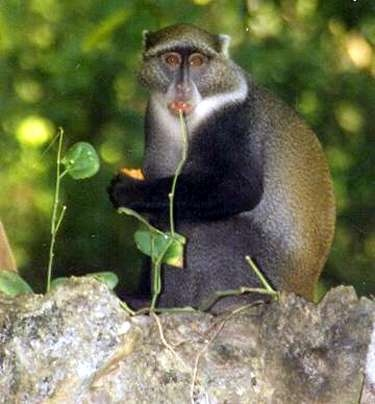
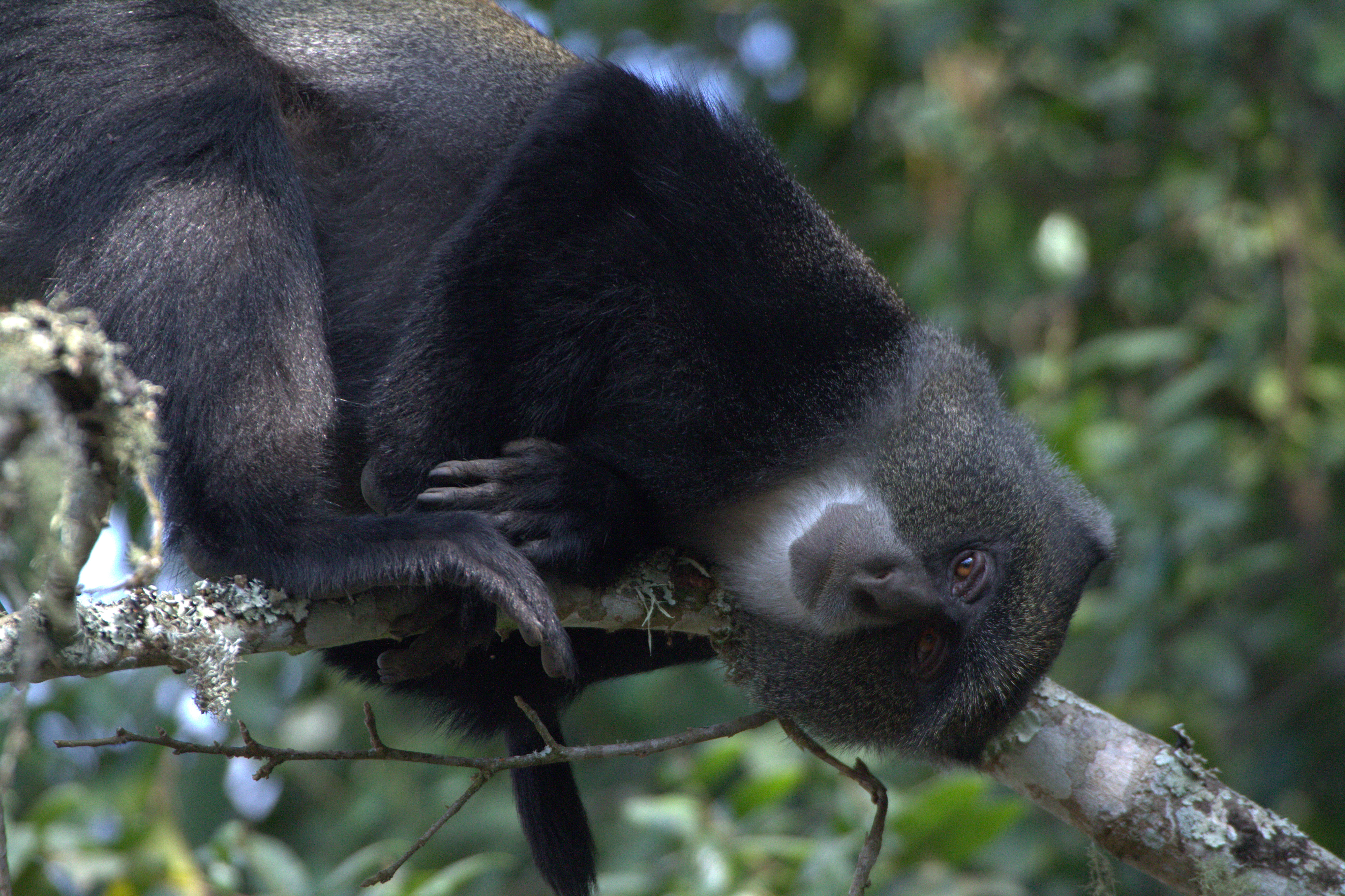
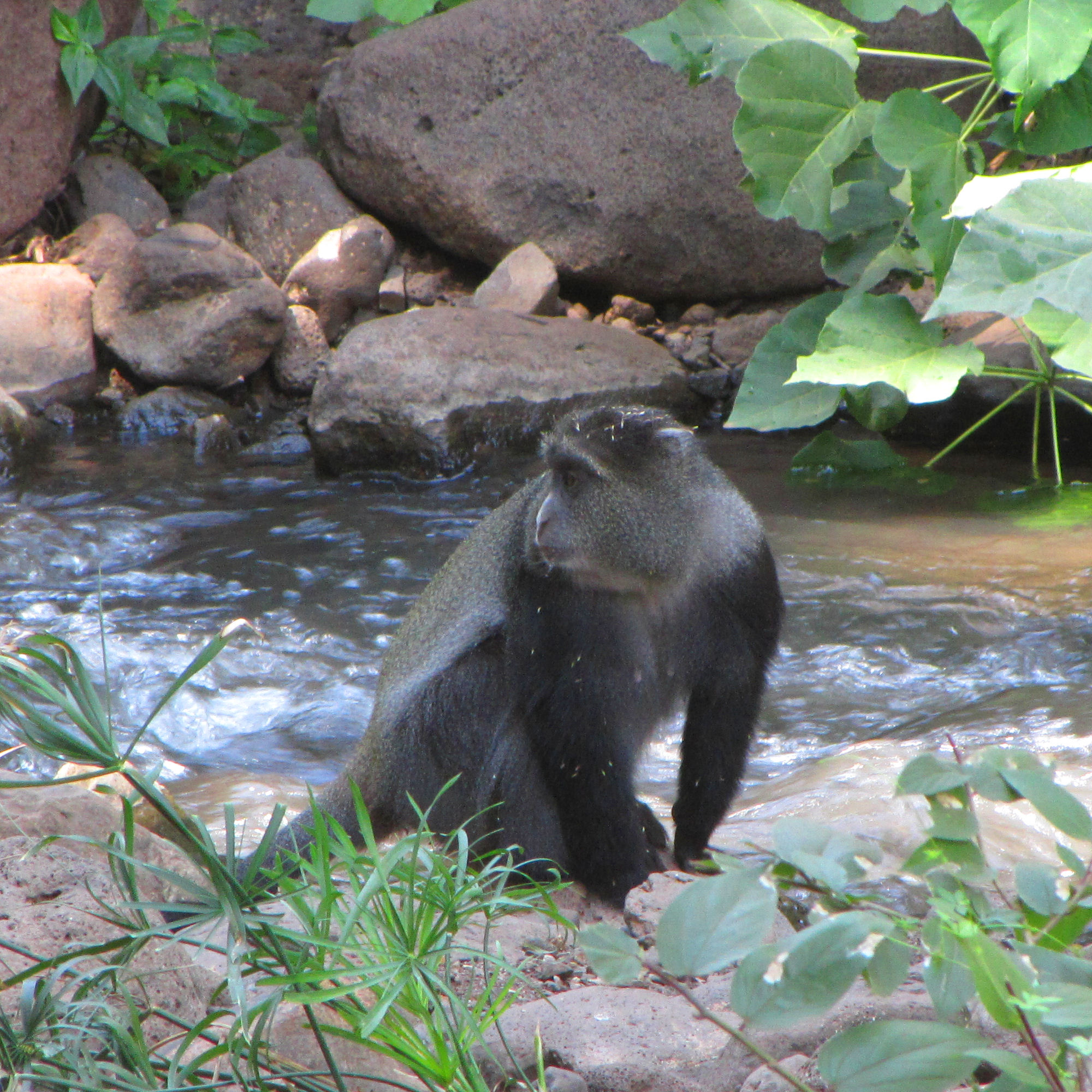
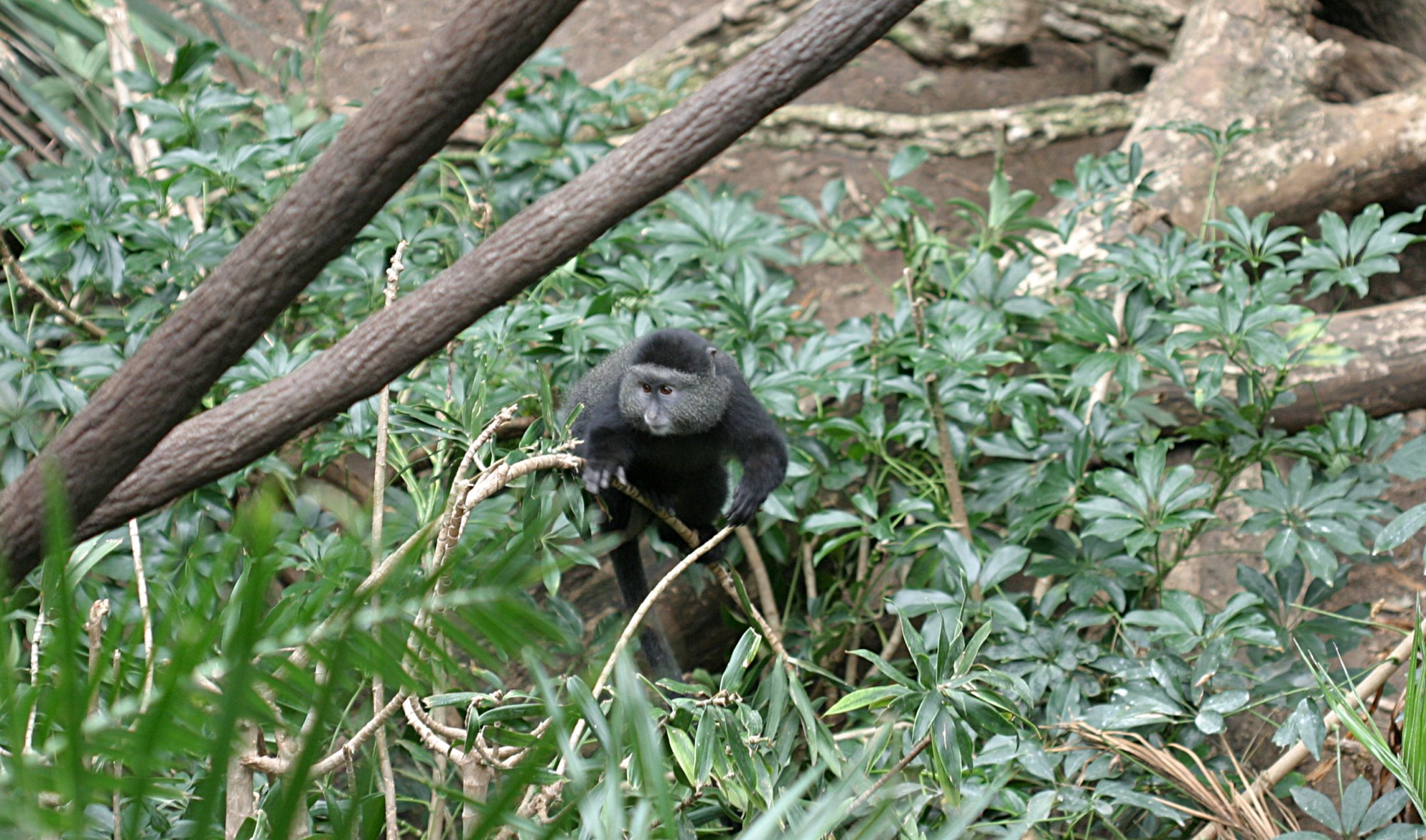